# Olby
Olby é uma comuna francesa na região administrativa de Auvérnia-Ródano-Alpes, no departamento Puy-de-Dôme. Estende-se por uma área de 17,32 km². Em 2010 a comuna tinha 823 habitantes (densidade: 47,5 hab./km²).